# Szósty rząd Giulia Andreottiego

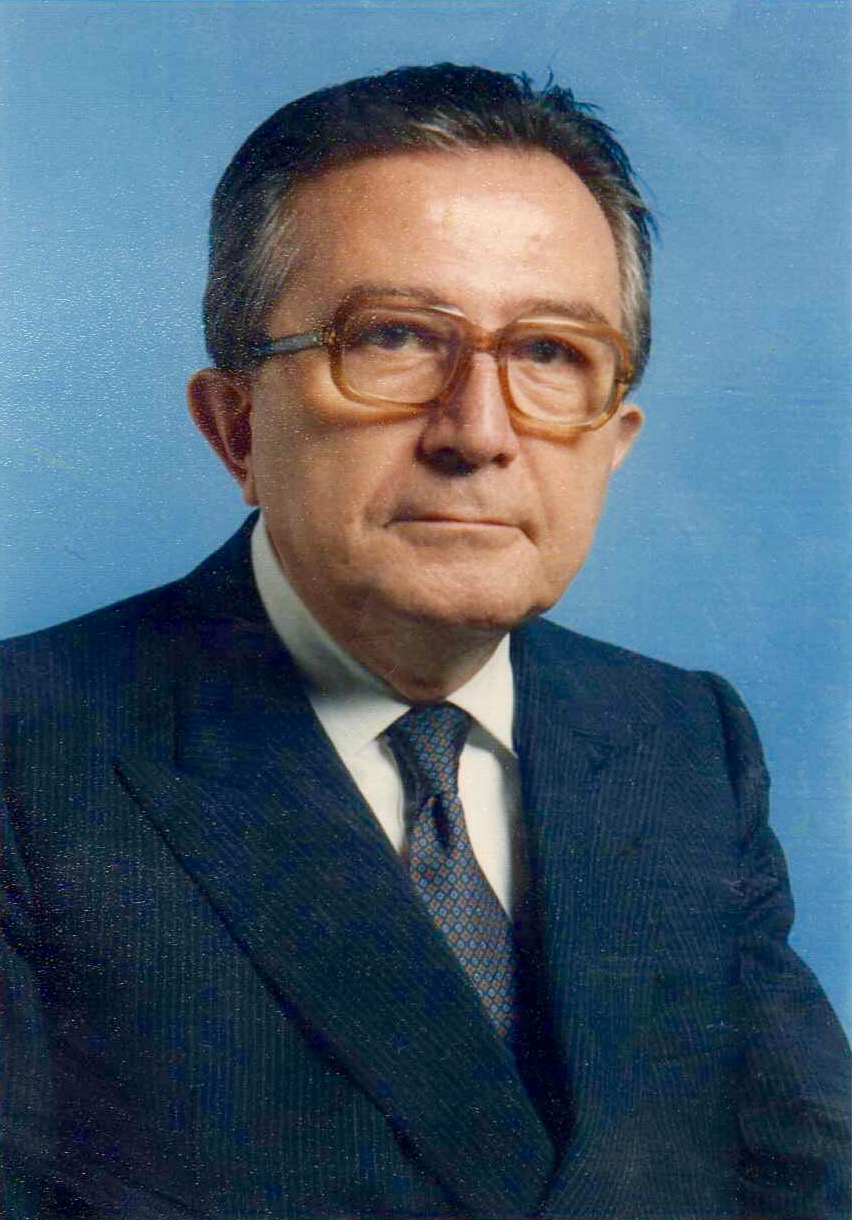
Giulio Andreotti

Szósty rząd Giulia Andreottiego – rząd Republiki Włoskiej funkcjonujący od 22 lipca 1989 do 12 kwietnia 1991.
Gabinet powstał w trakcie X kadencji Izby Deputowanych i Senatu, zastąpił rząd Ciriaca De Mity. Koalicję popierającą nowy gabinet tworzyły Chrześcijańska Demokracja (DC), Włoska Partia Socjalistyczna (PSI), Włoska Partia Republikańska (PRI), Włoska Partia Socjaldemokratyczna (PSDI), Włoska Partia Liberalna (PLI) oraz ugrupowanie Unità e Democrazia Socialista (UDS). Rząd zakończył funkcjonowanie po powołaniu jeszcze w trakcie tej samej kadencji kolejnego gabinetu tego samego premiera.

## Skład rządu
- premier: Giulio Andreotti (DC)
- wicepremier: Claudio Martelli (PSI)
- ministrowie bez teki:
  - do spraw koordynowania polityki wspólnotowej: Pier Luigi Romita (UDS)
  - do spraw sytuacji nadzwyczajnych w Mezzogiorno: Riccardo Misasi (DC, do 26 lipca 1990), Giovanni Marongiu (DC, od 26 lipca 1990)
  - do spraw koordynowania obrony cywilnej: Vito Lattanzio (DC)
  - do spraw obszarów miejskich: Carmelo Conte (PSI)
  - do spraw kontaktów z parlamentem: Egidio Sterpa (PLI)
  - do spraw społecznych: Rosa Russo Iervolino (DC)
  - do spraw regionalnych i problemów instytucjonalnych: Antonio Maccanico (PRI)
  - do spraw służb publicznych: Remo Gaspari (DC)
- minister spraw zagranicznych: Gianni De Michelis (PSI)
- minister spraw wewnętrznych: Antonio Gava (DC, do 16 października 1990), Vincenzo Scotti (DC, od 16 października 1990)
- minister sprawiedliwości: Giuliano Vassalli (PSI, do 2 lutego 1991), Claudio Martelli (PSI, od 2 lutego 1991, p.o.)
- minister budżetu i planowania gospodarczego: Paolo Cirino Pomicino (DC)
- minister finansów: Rino Formica (PSI)
- minister skarbu: Guido Carli (DC)
- minister obrony: Mino Martinazzoli (DC, do 27 lipca 1990), Virginio Rognoni (DC, od 27 lipca 1990)
- minister edukacji publicznej: Sergio Mattarella (DC, do 27 lipca 1990), Gerardo Bianco (DC, od 27 lipca 1990)
- minister robót publicznych: Giovanni Prandini (DC)
- minister rolnictwa i leśnictwa: Calogero Mannino (DC, do 27 lipca 1990), Vito Saccomandi (DC, od 27 lipca 1990)
- minister transportu: Carlo Bernini (DC)
- minister poczty i telekomunikacji: Oscar Mammì (PRI)
- minister przemysłu, handlu i rzemiosła: Adolfo Battaglia (PRI)
- minister pracy i ochrony socjalnej: Carlo Donat-Cattin (DC, do 18 marca 1991, zmarł), Rosa Russo Iervolino (DC, od 18 marca 1991, p.o.)
- minister handlu zagranicznego: Renato Ruggiero (PSI)
- minister marynarki handlowej: Carlo Vizzini (PSDI)
- minister zasobów państwowych: Carlo Fracanzani (DC, do 27 lipca 1990), Franco Piga (DC, od 27 lipca 1990 do 26 grudnia 1990, zmarł), Giulio Andreotti (DC, od 26 grudnia 1990, p.o.)
- minister zdrowia: Francesco De Lorenzo (PLI)
- minister turystyki: Franco Carraro (PSI, do 6 lutego 1990), Carlo Tognoli (PSI, od 6 lutego 1990)
- minister kultury: Ferdinando Facchiano (PSDI)
- minister środowiska: Giorgio Ruffolo (PSI)
- minister szkolnictwa wyższego i badań naukowych: Antonio Ruberti (PSI)